# Fieseler Fi 2
Fieseler Fi 2 även känt under namnet Fieseler F2 Tiger var ett tyskt dubbeldäckat sportflygplan. 

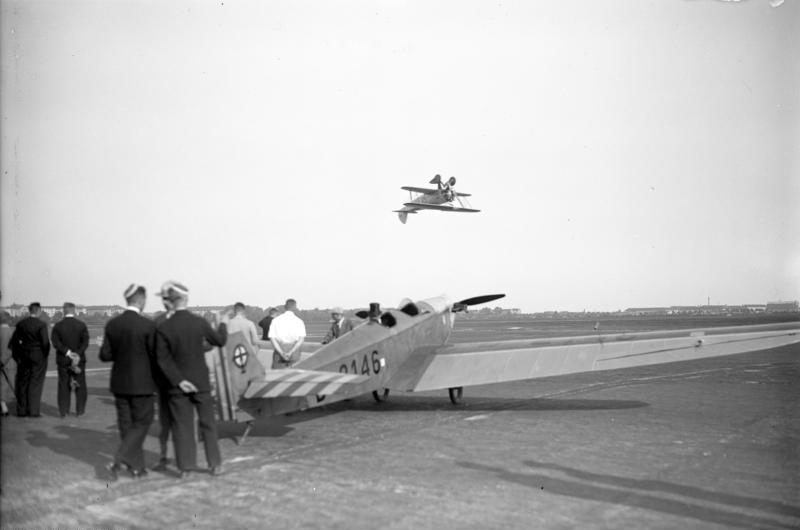
Fieseler F 2 Tiger (i bakgrund), Berlin 1932

Flygplanet konstruerades av Gerhard Fieseler inför de första världsmästerskapen i konstflygning 1934 i Paris.
Fieseler deltog själv som pilot i världsmästerskapen med en F2 Tiger. Trots att två fatala haverier och några mindre haverier inträffade fortsatte tävlingarna. Fieseler som drog över tidsgränsen och fick straffpoäng slog sin närmaste medtävlare Michel Detroyat från Frankrike med 23 poäng. Efter segern avslutade Fieseler tävlandet, och satsade allt på sitt företag. 